# ゲルソニデス
レヴィ・ベン・ゲルション（Levi ben Gershon、1288年 ラングドック地方バニョール Bagnols - 1344年 カタルーニャ地方（現フランス）ペルピニャン）は、フランスのユダヤ教徒の哲学者・数学者・天文学者・聖書学者（注釈者）。ラテン語名のゲルソニデス Gersonides、ヘブライ語的な略称ラルバグRalbagとしても知られる。
水夫のために、「ヤコブの測量竿」（距離測定器）を発明。三角法の基礎を創った。